# Довгоносик візерунковий
Візерунковий довгоносик (Phyllobius sinuatus F.) — жук з родини довгоносиків, шкідник.
Жуки зверху при малому збільшенні ніби-то шершаві внаслідок наявності на надкрилах коротких стирчливих білих щетинок; надкрила з косими перев'язями із світлих лусок на коричневому фоні, щиток покритий білими лусками, проміжки надкрил досить широкі. Очі повернуті дещо уверх, сильно опуклі, лоб плоский. 
В Україні поширений на південному заході степової зони та в Криму. Відмічений на дубі, березі, буку, сливі, терені, волоському горіху. Жуки обгризають листки з країв переважно молодих пагонів, залишаючи узорчасті вигризи.